# Batman - Aliens
Batman - Aliens est un cross-over entre deux franchises de comics américain : Batman (DC Comics) et Aliens (Dark Horse Comics). Il fut publié en 1997. Une suite est sortie en 2003.

## Synopsis

### Livre Un
Lors d'une mission de sauvetage à la frontière du Mexique et du Guatemala, Batman croise un groupe de mercenaires en mission secrète. Contraints de collaborer, ils découvrent un vaisseau extra-terrestre tombé sur Terre. L'expédition tourne au cauchemar lorsqu'il s'avère que les Aliens responsables du crash ont survécu et se trouvent à présent dans la jungle...

### Livre Deux
En 1927, un aventurier découvre quelque chose gelé dans la glace et le ramène chez lui, à Gotham City. De nos jours, sur un chantier de construction, des ouvriers découvrent un laboratoire secret et libèrent une créature maléfique dans les rues de la ville...

## Éditions

### Éditions américaines
- 1997 : Batman / Aliens, 2 numéros, Dark Horse Comics. Par Ron Marz (scénario) et Bernie Wrightson (dessins)
- 2002 - 2003 : Batman / Aliens II, 3 numéros, DC Comics. Par Ian Edginton (scénario) et Staz Johnson (dessins)

### Éditions françaises
- 1998 : Batman/Aliens (Semic) : publication de la première série en 2 volumes.
- 2010 : Batman/Aliens (Soleil, US Comics) : intégrale des deux séries en 2 volumes (Tome 1 :  (ISBN 978-2-3020-1420-6) et Tome 2 :  (ISBN 978-2-3020-1531-9)).

### Court-métrage
- Batman: Dead End